# Gaia (planeta ficticio)
Gaia se trata de un planeta ficticio perteneciente a la Saga de la Fundación, escrita por Isaac Asimov.

## Características
Hace su aparición en «Los límites de la Fundación». Todo animal, planta y mineral de este planeta participa de una conciencia común, formando una superestructura que trabaja conjuntamente para el bien común.
Gaia está situado en el sector galáctico de Sayshell y se mantiene aislado por medio del fomento de supersticiones y leyendas en la capital del sector.
- Datos: Q1054531